# Dithecodes erasa
Dithecodes erasa är en fjärilsart som beskrevs av W. Warren 1900. Dithecodes erasa ingår i släktet Dithecodes och familjen mätare. Inga underarter finns listade i Catalogue of Life.